# Rockumentário
Rockumentário ist ein Dokumentarfilm der portugiesischen Regisseurin Sandra Castiço aus dem Jahr 2006.
Der Filmtitel ist ein Kofferwort aus Rock (für den Oberbegriff Rockmusik) und Documentário (portugiesisch für: Dokumentarfilm) und umschreibt damit, wie sein englisches Pendant Rockumentary, auch diesen Dokumentarfilm, der sich mit der alternativen Musikszene in der alten Universitätsstadt Coimbra beschäftigt.

## Handlung
Der Film porträtiert die alternative Rockszene in Coimbra, die vor allem im Umfeld der Musiker der wegweisenden Punkabilly-Band Tédio Boys entstand. Das Porträt entsteht hier anhand der Gruppe Bunnyranch und ihrer Mitglieder Kaló, Filipe, Calhau und André. Es werden Gespräche geführt (u. a. auch mit Adolfo Luxúria Canibal, dem charismatischen Sänger der Band Mão Morta), ihr Umgang mit Freunden und ihre Vorbereitungen auf ihre Tourneen durch zahlreiche europäische Länder gezeigt. Dabei wird dem Zuschauer auch nach und nach der Lebensstil nähergebracht, den die vier Musiker entwickelt haben, und welche Änderungen die Zukunft der Band bestimmen werden.

## Produktion
Produziert wurde der Film von António Ferreira, der selbst aus Coimbra stammt.
Die Filmmusik stammt von der Band Bunnyranch, im Film sind zudem noch Lieder weiterer stilprägender Bands aus Coimbra wie Tédio Boys und ÉMasFoice und der aktuellen, ebenfalls ex-Tédio-Boys-Musiker zählenden Band D3O zu hören. Auch ein Stück der bekannten portugiesischen alternativen Rockband Mão Morta ist im Film, zudem spricht ihr Sänger Adolfo Luxúria Canibal hier den Eingangstext des Films. Die Regisseurin führt als Off-Sprecherin selbst durch den Film.

## Rezeption
Der Film feierte seine Premiere am 23. April 2006 beim IndieLisboa Filmfestival.
Er war für Nachwuchs-Filmpreise bei den Filmfestivals Imago – International Young Film Festival (in Fundão) und den Caminhos do Cinema Português in Coimbra nominiert.
Rockumentário erschien 2006 in Portugal als DVD bei Persona Non Grata Pictures.